# António Cavalcanti de Albuquerque
António Cavalcanti de Albuquerque (Pernambuco, ca. 1560-ca. 1640) foi um administrador colonial. Foi governador colonial da capitania do Grão-Pará e da capitania do Maranhão.

## Biografia
Era filho de Catarina de Albuquerque e Filippo Cavalcanti, sendo neto do português Jerônimo de Albuquerque e da indígena tabajara Muira Ubi. Sua família é uma das mais notáveis do Brasil colonial, sendo primo, tio e sobrinho de vários outros governadores coloniais, senhores de engenho e militares.
Antonio Cavalcanti de Albuquerque se casou com Isabel de Hollanda Goés de Vasconcelos, filha do holandês Arnaud van Holland e de Brites Mendes de Goes e Vasconcelos. O casal gerou dezesseis filhos e entre seus netos está Antônio de Albuquerque Coelho de Carvalho, outro governador colonial do Grão-Pará.